# Tetragnatha keyserlingi
Tetragnatha keyserlingi là một loài nhện trong họ Tetragnathidae.
Loài này thuộc chi Tetragnatha. Tetragnatha keyserlingi được Eugène Simon miêu tả năm 1890.